# Gare de L'Hospitalet de Llobregat
La gare de L'Hospitalet de Llobregat est une gare ferroviaire espagnole des lignes de Lérida Pyrénées à L'Hospitalet de Llobregat, de Sant Vicenç de Calders à L'Hospitalet de Llobregat et de Bellvitge Aguja Km. 674,8 à L'Hospitalet de Llobregat, située sur le territoire de la commune de L'Hospitalet de Llobregat, dans la comarque du Barcelonès, dans la province de Barcelone, en Catalogne.
Elle est mise en service en 1854 par la Compaña del Ferrocarril de Barcelona a Martorell (ca). C'est une gare de Renfe Operadora, desservie par les lignes R1, R3, R4 et RG1 de Rodalies de Catalunya.

## Situation ferroviaire
Établie à 29,3 mètres d'altitude, la gare de L'Hospitalet de Llobregat est située au point kilométrique (PK) 95,199 de la ligne de Sant Vicenç de Calders à L'Hospitalet de Llobregat, terminus de la ligne elle est précédée par la halte fermée de Sant Indelfons de Cornellà et la gare ouverte de Cornellà (ca),.
Elle est également l'origine, au PK 0, de la ligne de Bellvitge Aguja Km. 674,8 à L'Hospitalet de Llobregat.
C'est aussi l'origine de la ligne de Lérida Pyrénées à L'Hospitalet de Llobregat.

## Histoire
La gare est mise en service le 14 novembre 1854 par la Compañía del Ferrocarril de Barcelona a Martorell lors de l'ouverture de la section entre Barcelone et Molins de Rei,.
En 1974, lors de la rénovation de la gare, le bâtiment voyageurs d'origine et la zone marchandises ont été détruites. Un nouveau a été construit depuis.
En janvier 2014, une nouvelle rénovation a eu lieu.

## Fréquentation
En 2016, la fréquentation annuelle de la gare était de 2 020 000 voyageurs.

## Service des voyageurs

### Accueil
Cette gare se trouve dans la zone de plein tarif de l'aire métropolitaine de Barcelone, tout trajet entre deux communes de l'aire métropolitaine de Barcelone est compté comme dans la zone 1.

### Desserte
La gare est desservie par les lignes R1, R3, R4 et RG1 de Rodalies de Catalunya.

### Intermodalité
Elle est desservie par la station Rambla Just Oliveras de la ligne L1 du métro